# Gunung Kulam Keumeukuer
Gunung Kulam Keumeukuer är ett berg i Indonesien.   Det ligger i provinsen Aceh, i den västra delen av landet, 1 700 km nordväst om huvudstaden Jakarta. Toppen på Gunung Kulam Keumeukuer är 1 267 meter över havet.
Terrängen runt Gunung Kulam Keumeukuer är huvudsakligen kuperad, men åt nordost är den bergig.Runt Gunung Kulam Keumeukuer är det mycket glesbefolkat, med 6 invånare per kvadratkilometer. I omgivningarna runt Gunung Kulam Keumeukuer växer i huvudsak städsegrön lövskog.